# Czesław Ura
Czesław Ura (ur. 31 marca 1925 w Węgrcach, zm. 1998) – polski polityk i prawnik, działacz ZSL, w latach 1985–1989 członek Trybunału Stanu.

## Życiorys
Syn Andrzeja i Stanisławy. W drugiej połowie lat 40. pracował jako księgowy w Państwowym Banku Rolnym w Lublinie i w Oddziale Wojewódzkim Banku Rolnego w Szczecinie. Od 1945 do 1947 działał w Związku Walki Młodych, m.in. jako sekretarz lubelskiej komórki. Od 1948 należał do Stronnictwa Ludowego, był sekretarzem jego kół w Lublinie i Szczecinie. W 1949 przeszedł do Zjednoczonego Stronnictwa Ludowego, w kolejnym roku został prezesem koła w Szczecinie. W latach 50. zatrudniony w Naczelnym Komitecie ZSL, gdzie był instruktorem i kierownikiem Biura Listów i Zażaleń. W kolejnych dekadach awansował w strukturze, był m.in. wiceprzewodniczącym Komisji Rad Narodowych i wicekierownikiem Wydziału Organizacyjnego, członkiem Głównej Komisji Rewizyjnej NK ZSL oraz zastępcą przewodniczącego (1972–1988) i przewodniczącym (1988–1989) Głównego Sądu Partyjnego.
Ukończył studia wyższe, od 1961 do 1966 był doktorantem w Wyższej Szkole Nauk Społecznych przy KC PZPR. Autor książki Samorząd terytorialny w Polsce Ludowej 1944–1950: zagadnienia ustrojowe. Od 1970 do 1972 adiunkt w Instytucie Nauk Prawnych PAN, w 1972 starszy radca w Zakładzie Administracji Państwowej Urzędzie Rady Ministrów. W latach 1972–1976 sekretarz Prezydium Zrzeszenia Prawników Polskich, jednocześnie od 1974 do 1986 był wiceprezesem Głównego Arbitrażu Gospodarczego. W II kadencji (listopad 1985–lipiec 1989) był członkiem Trybunału Stanu.
W 1955 został odznaczony Złotym Krzyżem Zasługi za zasługi w pracy społeczno-politycznej i zawodowej oraz Medalem 10-lecia Polski Ludowej.